# Tennistoernooi van Miami 1991
|                                       |  |                                    |
| Monica Seles, winnares bij de vrouwen |  | Jim Courier, winnaar bij de mannen |

Het tennistoernooi van Miami van 1991 werd vrijdag 15 maart tot en met zondag 24 maart 1991 gespeeld op de hardcourtbanen van het Crandon Park in Key Biscayne, nabij de Amerikaanse stad Miami. De officiële naam van het toernooi was Lipton Championships.
Het toernooi bestond uit twee delen:
- WTA-toernooi van Miami 1991, het toernooi voor de vrouwen, dat werd gespeeld in hun hoogste categorie: WTA Tier I
- ATP-toernooi van Miami 1991, het toernooi voor de mannen, dat werd gespeeld in hun hoogste categorie: ATP Mercedes-Benz Super 9

ATP-toernooi van Miami‎ – WTA-toernooi van Miami‎

1985 · 1986 · 1987 · 1988 · 1989 · 1990 · 1991 · 1992 · 1993 · 1994 · 1995 · 1996 · 1997 · 1998 · 1999 · 2000 · 2001 · 2002 · 2003 · 2004 · 2005 · 2006 · 2007 · 2008 · 2009 · 2010 · 2011 · 2012 · 2013 · 2014 · 2015 · 2016 · 2017 · 2018 · 2019 · 2020 · 2021 · 2022 · 2023 · 2024 · 2025